# Renée Taylor
Renée Taylor, właściwie Renée Wexler-Bologna (ur. 19 marca 1933 w Nowym Jorku) – amerykańska aktorka teatralna i filmowa, reżyserka i scenarzystka.

## Życiorys
Renée Taylor urodziła się w nowojorskim Bronksie, jako córka Charlesa Wexlera i Fridy Silverstein, żydowskich emigrantów z Europy Środkowej.
Karierę sceniczną rozpoczęła w 1958 roku jako artystka kabaretowa w nocnym klubie Bon Soir w Nowym Jorku, występując m.in. z Barbrą Streisand. W 1970 została nominowana do Oscara w kategorii najlepszy scenariusz adaptowany za scenariusz na podstawie swojej sztuki Zakochani i inni.
W latach 90. występowała w popularnych sitcomach telewizyjnych, m.in. Życie jak sen, Pomoc domowa czy Daddy Dearest. W 2004 roku wzięła udział w programie telewizyjnym The Nanny: Reunion, a w 2010 roku wystąpiła wraz z Ann Guilbert w The Fran Drescher Show. W latach 2011–2012 występowała w serialu Szczęśliwi rozwodnicy, produkowanym przez Fran Drescher.
Była żoną aktora Josepha Bologny (od 1965 roku do jego śmierci w 2017 roku). Miała z nim syna Gabriela, również aktora.